# Chloe Pirrie
Pour les articles homonymes, voir Pirrie.
Chloe Pirrie, née le 25 août 1987 à Édimbourg, Écosse, est une actrice écossaise.
Chloe Pirrie est connue pour avoir joué les rôles principaux dans la mini-série The Game (2014), le film Shell (2012) et le court-métrage Stutterer (2015).

## Biographie
Chloe Pirrie est née 25 août 1987 à Édimbourg, et suit les cours à la Mary Erskine School.
Elle commence la scène dans une production scolaire de La Cerisaie d'Anton Tchekhov et décide d'en faire sa carrière.
Elle déménage à Londres à 18 ans pour suivre les cours à la Guildhall School of Music and Drama et obtient son diplôme en 2009.

## Carrière
Chloe Pirrie fait ses débuts en 2010 au Royal National Theatre dans une production de Men Should Weep (en) avec de nombreux autres acteurs écossais. Peu après, elle  apparait dans Solstice, un court métrage sorti en 2010. Son premier rôle dans un long métrage est dans Shell (2012), un drame écossais dans lequel elle joue le personnage principal éponyme. Pour cette performance, elle remporte le prix du meilleur espoir (Most Promising Newcomer) aux British Independent Film Awards 2013. En 2013, elle interprète une femme politique dans The Waldo Moment, un épisode de la série d'anthologie Black Mirror. La même année, elle est nommée comme l'une des Brits Breakthrough aux BAFTA et Stars of Tomorrow de Screen International.
En 2014, elle joue dans la mini-série de la BBC The Game (en), un thriller d'espionnage se déroulant pendant la guerre froide, dans laquelle elle joue une secrétaire du MI5. L'année suivante, elle apparait comme Sheila Birling dans l'adaptation sur BBC One par Helen Edmundson de An Inspector Calls (en), dans la mini-série The Last Panthers, dans le film indépendant britannique Burn Burn Burn et dans le film italien Youth.
En 2016, le film Stutterer dans lequel elle joue remporte aux Oscars le prix du meilleur court métrage en prises de vues réelles.
Elle est Julie Karagina dans la mini-série de la BBC Guerre et Paix (War & Peace, 2016) et incarne Emily Brontë dans La Vie des sœurs Brontë (To Walk Invisible), un drame de la BBC sur la famille Brontë créé par Sally Wainwright,. Elle joue également dans la série Meurtres au paradis.
Elle interprète également Lara dans la série thriller de la BBC, The Living and the Dead (en) (2016). En 2017, elle participe à la série The Crown sur Netflix pour sa deuxième saison, interprétant Eileen Parker. L'année suivante, elle est Andromaque dans la mini-série BBC/Netflix Troie : La Chute d'une cité.
En 2020, elle apparait dans Emma., adaptation cinématographique par Autumn de Wilde du roman de Jane Austen, comme Isabella Knightley, la sœur aînée du personnage titre interprété par Anya Taylor-Joy. Plus tard cette année, elle retrouve Anya Taylor-Joy, dans la mini-série, Le Jeu de la dame.

## Filmographie

### Cinéma

#### Longs métrages
- 2012 : Shell de Scott Graham : Shell
- 2014 : Blood Cells de Joseph Bull et Luke Seomore : Lauren
- 2015 : Burn Burn Burn de Chanya Button : Alex
- 2015 : Youth de Paolo Sorrentino : La scénariste
- 2020 : Emma. d'Autumn de Wilde : Isabella Knightley
- 2020 : Kindred de Joe Marcantonio : Jane
- 2024 : Kryptic de Kourtney Roy : Kay

#### Courts métrages
- 2010 : Solstice de David Stoddart : Lily
- 2014 : Reflections d'Adam Randall : Alice
- 2015 : Stutterer de Benjamin Cleary : Ellie
- 2015 : Gibberish de Nathalie Biancheri : La fille
- 2018 : Broken Meats de Sam Phillips : Rachel
- 2022 : Left Over de David N. Drake : Nel

### Télévision

#### Séries télévisées
- 2010 : Doctors : Megan Rios
- 2013 : Black Mirror : Gwendolyn Harris, candidate du Parti travailliste
- 2013 : Misfits : Debbie
- 2014 : The Game (en) : Wendy Straw, secrétaire au MI5
- 2015 : Panthers (The Last Panthers) : Carla
- 2016 : Guerre et Paix (War & Peace) : Julie Karaguine
- 2016 : Good Vibrations (Brief Encounters) : Hellie
- 2016 : The Living and the Dead (en): Lara
- 2017 : Meurtres au paradis (Death in Paradise) : Chloe Matlock
- 2017 : The Crown : Eileen Parker
- 2018 : Troie : La Chute d'une cité (Troy: Fall of a City) : Andromaque
- 2019 : The Victim : Ella Mackie
- 2019 : Temple : Inspectrice Karen Hall
- 2019 - 2023 : Carnival Row : Dahlia
- 2020 : Le Jeu de la dame (The Queen's Gambit) : Alice Harmon
- 2021 : Hanna : Brianna Stapleton
- 2022 : Sur ordre de Dieu (Under the Banner of Heaven) : Matilda Lafferty
- 2022 : Bite Size Halloween : La mère
- 2025 : Les Dossiers oubliés (Department Q) (série TV 9 épisodes) de Scott Frank et Chandni Lakhani : Merritt Lingard

#### Téléfilms
- 2015 : Un inspecteur vous demande (en) (An Inspector Calls) d'Aisling Walsh : Sheila Birling
- 2016 : La Vie des sœurs Brontë (To Walk Invisible) de Sally Wainwright : Emily Brontë